# Fiesso d'Artico

Ubicación del municipio de Fiesso d'Artico en el Venecia.

Fiesso d'Artico es una localidad italiana de la provincia de Venecia, región de Véneto, con 7.263 habitantes.

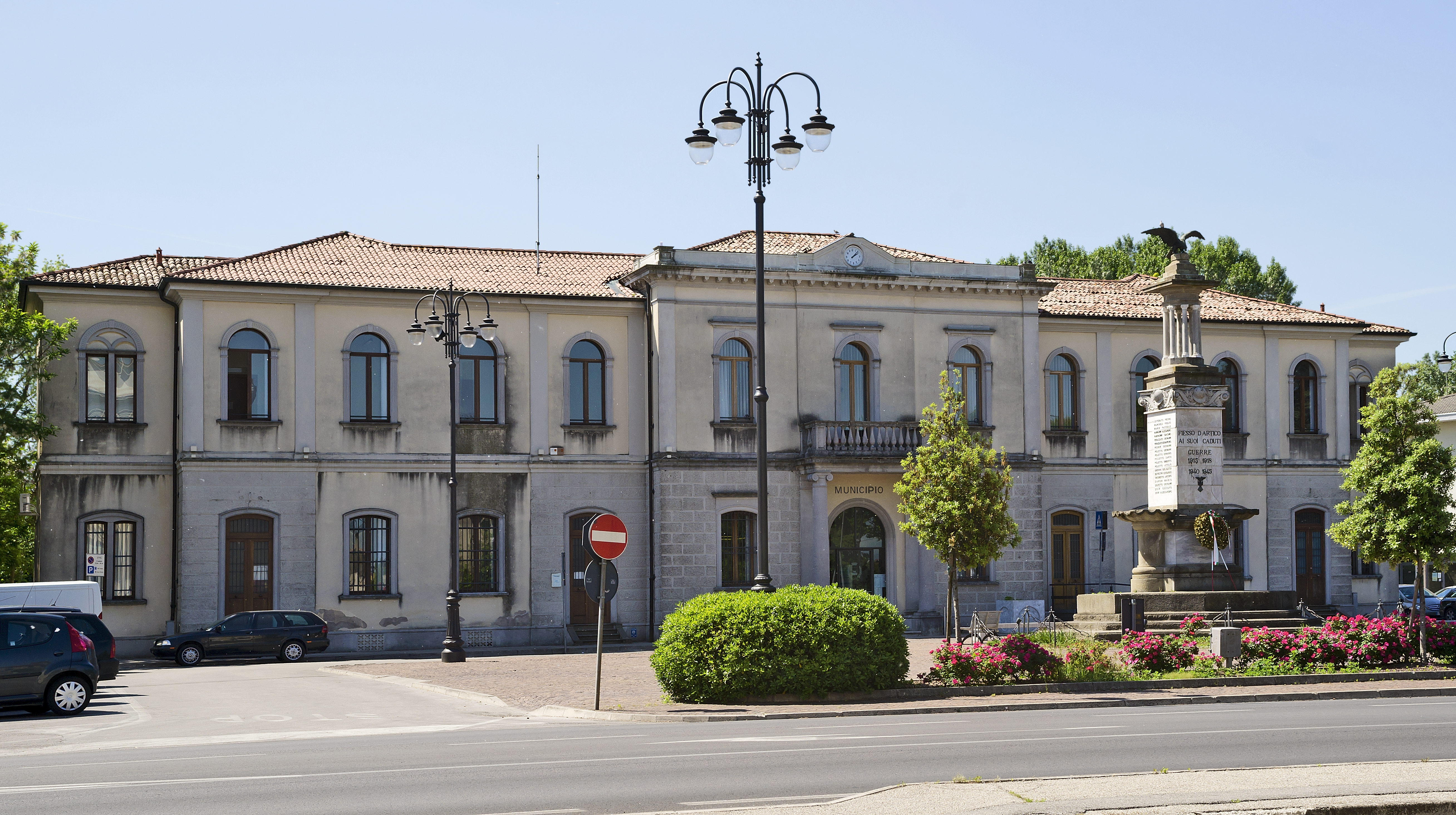
Ayuntamiento
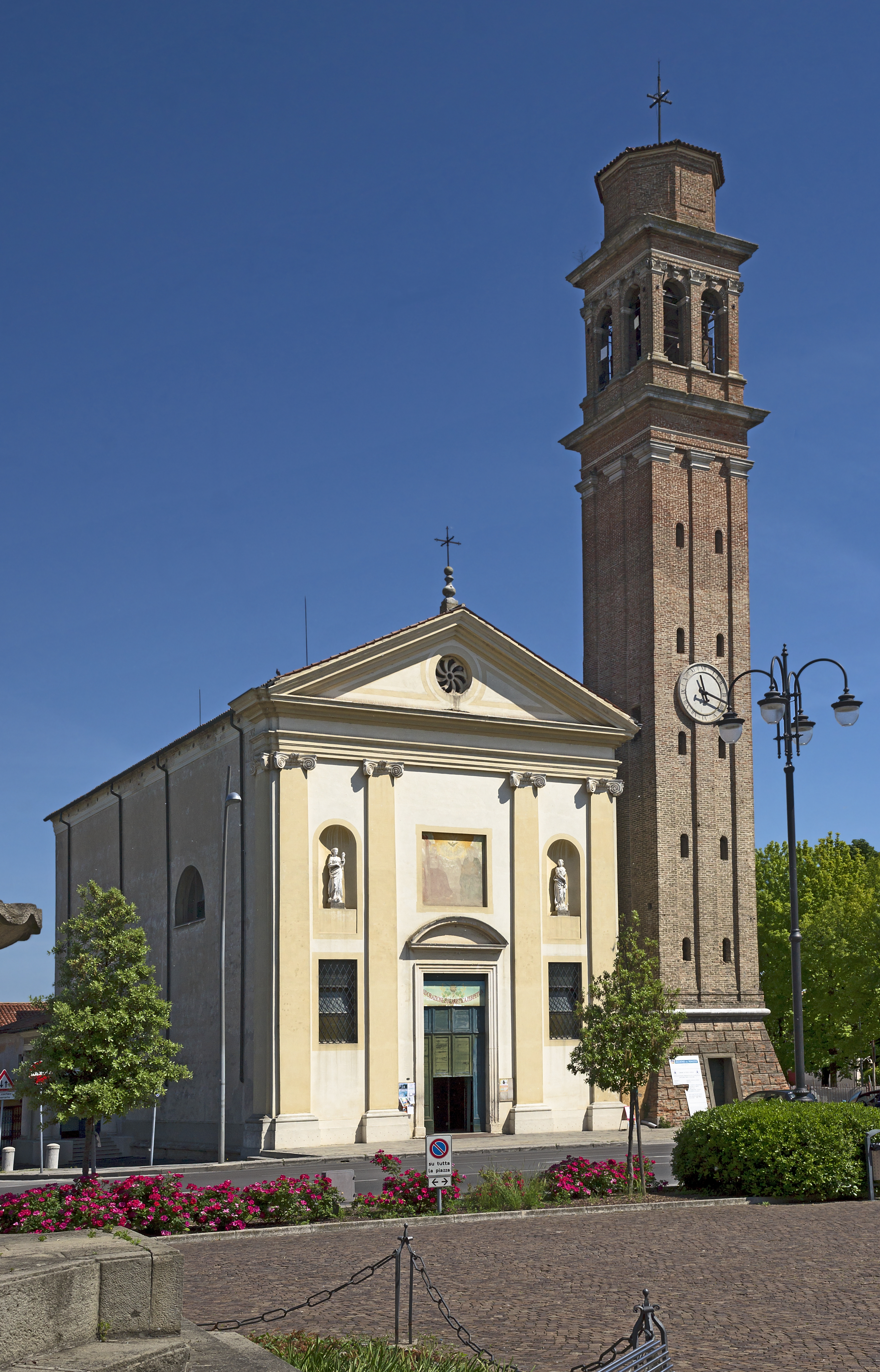
La iglesia

## Evolución demográfica
| Gráfica de evolución demográfica de Fiesso d'Artico entre 1861 y 2001 |
|                                                                       |
| Fuente ISTAT - elaboración gráfica de Wikipedia                       |